# 수산업

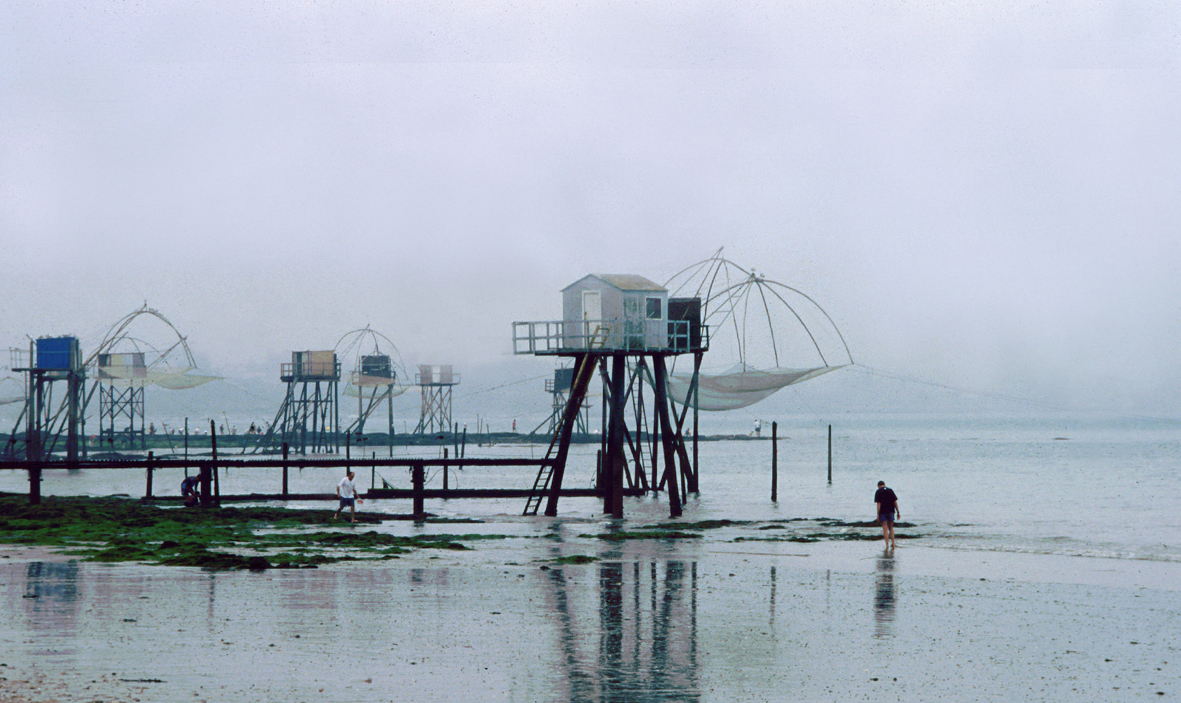

수산업(水産業)은 강이나 호수 또는 바다에서 식자재나 다른 산업에 이용되는 재화를 생산하는 산업이다. 또, 가공, 운송, 판매를 비롯한 모든 산업 활동을 가리킨다. 수산업을 통해 얻는 수산물은 식자재로 주로 이용되나 약재, 염료 등으로 이용되기도 한다.

## 수산업의 정의
일반적으로 수산업은 어업과 수산제조업을 말한다. 여기서 전자는 수산동식물을 채포(採浦) 또는 양식하는 사업을, 후자는 수산동식물을 직접 원료 또는 재료로 하여 식료·사료·비료·호료(糊料)·유지 또는 피혁을 생산하는 사업을 말한다. 어업은 그 작업장소에 따라 근해어업, 원양어업, 국내의 어로 근거지로부터 출항하여 당일에 귀항할 수 있는 연안어업 및 양식업으로 나뉘며, 어장(漁場)의 조성·개량 및 경영합리화를 위해 어민이 협동하여 하는 '협업(協業)', 가족노동에 의존하는 어가어업(漁家漁業)으로 구분한다. 수산제조업은 수산동식물을 원료로 하여 통조림을 제조하는 통조림제조업, 수산동식물을 원료로 하여 어유(漁油)·간유(肝油)를 제조하는 어간유제조업, 수산식물을 원료로 하여 한천(寒天)을 제조하는 한천제조업, 그리고 수산물을 동결시키는 냉동업(冷凍業)으로 나누는데, 일반적으로 통조림제조업과 냉동업이 주종을 이루고 있다.

## 수산업의 분야
주된 수산업 분야는 세 가지가 있다:
- 휴양 분야: 레크리에이션, 스포츠, 또 판매가 목적이 아닌 수산물과 관련한 생계 목적과 관련한 기업과 개인으로 구성되어 있다.
- 전통 분야: 원주민이 전통에 따라 제품을 손에 얻어 만들어 내는 수산물과 관련한 기업과 개인으로 구성되어 있다.
- 상업 분야: 판매를 목적으로 야생에서 직접 잡거나 수산물을 가공한 양식과 관련한 기업과 개인으로 구성되어 있다.

## 수산업의 특성
한국을 비롯하여 일본 등의 경우, 어업의 경영체로는 어가(漁家), 소수의 기업체 및 관계조합(수산협동조합 등)이 있다. 어가에 의한 어업은 연안어업이 주요부분을 차지하지만, 규모의 영세성과 낮은 생산성으로 해서 주요생산은 수산기업체(관계조합을 포함해서)에 의해 이루어지고 있다. 이는 비단 한·일양국의 어업실태뿐만 아니라 선진 외국의 경우에서도 규모의 차이는 있으나 공통된 현상으로서, 수산업의 한가지 특징이 된다. 수산기업체는 그 규모에서 볼 때 독점기업체로부터 소규모 자본에 이르기까지 각양각색이다. 또한 수산업에 종사하는자, 특히 어업 근로자는 임금 노동자로서 어업종사자라고 불리는데, 일본 등 외국의 경우 이들은 일반 노동자와의 구분에 있어 두 가지의 특색이 있다. 즉, 선장제(船長制)와 임금의 비율제가 그것이다. 선장제(seaman system, ferryman system)는 어업종사자가 선장을 중심으로 선주(船主)에게 고용되는 제도이다. 이것은 특히 한국과 일본의 경우에서 두드러지는 데, 그 이유는 아직 어업의 작업이 낙후성을 면치 못하고 있고, 어군 발견 등 기술의 습득상 길드(guild)적 조직이 필요하기 때문에 인적 연관(人的連關)이 중요한 까닭이다. 선주는 선장을 골라서 고용하며, 선장은 다시 자기의 연고관계에 따라 어업종사자를 골라 해상 및 육지에서의 작업의 효율화를 꾀한다. 임금제도의 비율임금제는 어획물 판매액 가운데서 일정기간에 걸친 항해경비를 제한 나머지를 선주와 어부단(漁夫團)이 일정한 비율로 분배하는 경우와, 판매액을 즉시 선주와 어업종사자 집단이 나누어 갖는 경우가 있다. 선장·기관장·갑판장 등 특정 직책을 가진 사람들은 따로 그 직책에 상당한 보수를 받음은 물론이다. 그러나 선주가 원양어업의 경우처럼 자본집약적인 기업을 운영하고 있을 때에는 어업종사자, 즉 선원들은 고정급(固定給)을 받게 되어 위험부담을 피할 수 있다. 모선어업(母船漁業)은 물론 다랑어·참치어업에서도 고정급제(固定給制)와 비율임금제가 병용되고 있다.

## 수산업의 분류
수산업법에서는 수산업을 다음과 같이 분류하고 있다.

### 어업

#### 면허어업
- 포획채취어업 : 정치망어업, 마을어업
- 양식업 : 해조류 양식어업, 패류 양식어업, 어류등 양식어업, 복합 양식어업, 협동 양식어업, 외해 양식어업

#### 허가어업
- 포획채취어업 : 근해어업, 연안어업, 구획어업, 원양어업
- 양식 : 육상해수양식어업, 종묘생산어업

#### 신고어업
- 포획채취어업 : 맨손어업, 나잠어업, 투망어업

### 어획물운반업
어업장으로부터 양육시까지 어획물 또는 그 제품을 운반하는 사업이다.

### 수산가공업
수산동식물을 직접 원료 또는 재료로 하여 식료, 사료, 비료, 또는 가죽을 제조 또는 가공하는 사업이다.

#### 등록 대상
- 어유가공업, 냉동냉장업, 선상수산물가공업

#### 신고 대상
- 수산피혁가공업, 해조류가공업

## 수산물의 종류

### 민물 수산물
- 잉어, 붕어, 메기, 미꾸라지 등은 매운탕의 재료로 흔히 쓰인다. 민물고기는 보양식으로도 쓰인다.
- 올갱이와 같은 민물 연체동물을 채집하기도 한다.

### 해산물
바다에서 생산되는 수산물을 해산물이라 한다.
- 참치, 명태는 원양어업의 대표적인 생산물이다.
- 회나 초밥에 이용되는 어류는 거의 대부분 양식하여 생산한다.

## 같이 보기
- 어업권
- 어업기술

## 참조
1. ↑  The wording of the following definitions of the fishing industry are based on those used by the Australian government 보관됨 2009-06-14 - 웨이백 머신